# 莫雷利亞齒龍屬
莫雷利亚齿龙属（学名：Morelladon）是种己灭绝的植食性硬棘龙类鸟脚亚目恐龙，生存于距今约1.3亿年早白垩世的西班牙。

## 发现

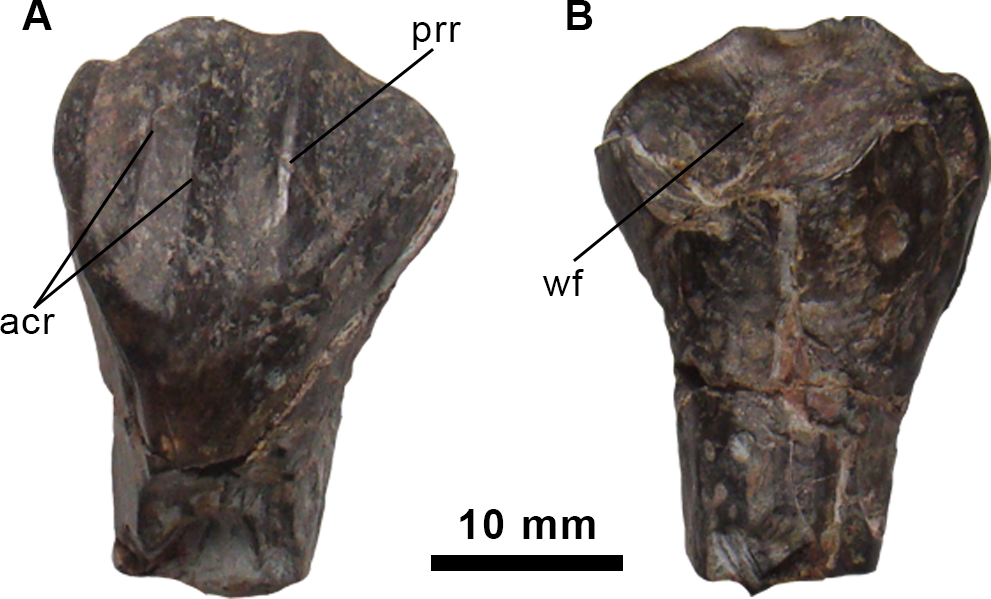
牙齿

2013年，国立远程教育大学(UNED)和马德里自治大学的研究小组在莫雷利亚马斯德拉帕雷塔（Mas de la Parreta）采石场的马斯德萨巴特（Mas de Sabaté）地区（CMP-MS）发现一具真鸟脚类骨骼。化石准备工作由胡安·米格尔·索莱尔（Juan Miguel Soler）、米格尔·安赫尔·阿吉拉尔（Miguel Ángel Aguilar）、耶苏·罗约（Jesús Royo）和曼努埃尔·多明戈·加西亚（Manuel Domingo García）等人进行。
2015年，模式种贝氏莫雷利亚齿龙（Morelladon beltrani）由何塞·米格尔·加苏拉（José Miguel Gasulla）、费尔南多·埃斯卡索（Fernando Escaso）、伊万·纳瓦埃斯（Iván Narváez）、弗朗西斯科·奥尔特加（Francisco Ortega）以及何塞·路易斯·桑斯（José Luis Sanz）等人命名和描述。属名组合化石发现地莫雷利亚和希腊语单词ὀδών（odoon，意为“牙齿”）；种名纪念维克多·贝尔特兰（Victor Beltrán），他是负责开发采石场的Vega del Moll S.A. Company公司的所有者，化石发现后积极配合该物种的研究工作。
正模标本CMP-MS-03发现于莫雷利亚黏土组，一般认为该地层的年龄可追溯到阿普第阶早期，但根据最近的孢粉学研究，该地层的年代可追溯到巴列姆阶晚期。该标本由缺少颅骨的部分骨骼组成，包括右齿骨及部分牙齿、七块脊椎及其神经棘碎片、两根肋骨、一个骶骨、两个人字骨、髂骨、不完整的耻骨和坐骨以及一个右胫骨。
莫雷利亚齿龙是2015年在开放获取或免费阅读的期刊中被描述的18个恐龙分类群之一。

## 叙述

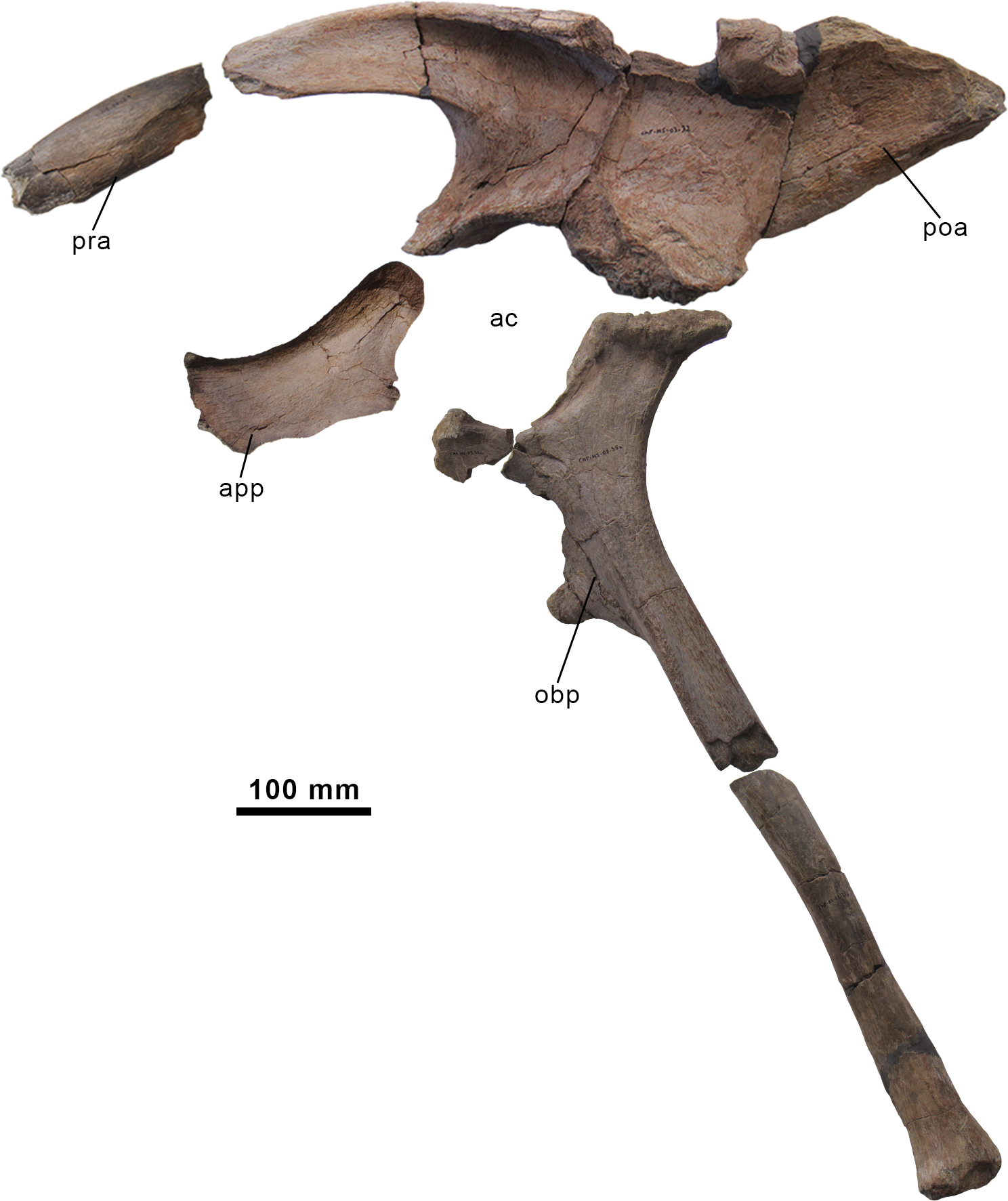
骨盆

莫雷利亚齿龙是一种中型真鸟脚类动物，体长估计为6米，重2吨。
描述作者指出了一些显著特征，这些都是该属的独有衍征。最长的神经棘的高度至少是其椎体高度的4.3倍。后中脊椎在它们的后关节突和神经棘底部之间有一个非常高且深的凹陷，从前面到后面测量，比底部长2.6倍。背骶椎的肋骨与骶骨轭融合在一起。对于第二和第三骶椎，下侧龙骨被限制于椎体前部。第四骶椎的龙骨位置相似，但是又低又宽。背骶骨和第一骶骨小平面在髂骨的顶部边缘附近彼此靠近，高于其他骶骨的小平面。髂骨后刃内侧的嵴向后方和上方倾斜，在后刃后部形成一个略微隆起的骨架，指向内侧。坐骨下端由于外侧的延伸而具有D形横截面。

## 种系发生学
莫雷利亚齿龙的分类位置处于禽龙类中的硬棘龙类，是英国曼特尔龙的姊妹种。该物种与同时期的某些英国物种在形态学上的关系比与西班牙特有的特鲁埃尔德拉帕伦特龙和阿里尼奥谷船首龙更近。

## 生活方式
莫雷利亚齿龙背上的高脊或帆的作用主要被视为在栖息地多变的气候中用于控制体温。此外，据推测，这种“帆”可能也会帮助其散热或用于储存脂肪。